# Dragueur de mines de classe BYMS
 (avril 2024).
La classe BYMS était une classe de dragueurs de mines à moteur en bois, faisant partie des dragueurs de mines de classe YMS-1 (en) de la marine américaine. Cent cinquante navires à destination du Royaume-Uni furent lancés de 1941 à 1943.

## Navires
Les 80 premiers navires ont été commandés par la marine américaine spécifiquement pour être transférés au Royaume-Uni dans le cadre du programme bail. Lors du transfert vers la Grande-Bretagne, les BYMS-1 à BYMS-80 se sont vu attribuer les numéros de fanion britanniques BYMS-2001 à BYMS-2080. Aucun nom n’a été attribué aux membres de la classe.
53 autres navires BYMS portaient des numéros de coque allant de 137 à 284. Ceux-ci ont été construits à l'origine pour l'US Navy dans le cadre de la classe YMS-1 et transférés en Grande-Bretagne une fois terminés ou peu de temps après. Sur la Navy List⁣⁣⁣⁣, ils étaient désignés BYMS, avec leurs numéros d'origine de l'US Navy. Les 17 navires BYMS restants ont été livrés dans un lot final.
En 1949, seuls 18 restaient en service dans la Royal Navy : BYMS-2031, 2039, 2044, 2047, 2049, 2052, 2055, 2063, 2070, 2079, 2157, 2167, 2173, 2213. 4, 2234, 2253 et 2279.

Vingt-cinq furent transférés à la Marine Royale Hellénique entre décembre 1943 et septembre 1948 : Afroessa (ex- BYMS-2185, ex- YMS-185 ), Andromeda (ex- BYMS-2261, ex- YMS-261 ), Ariadne (ex-YMS-261). - BYMS-2058, ex- BYMS-58 ), Aura (ex- BYMS-2054, ex- BYMS-54 ), Ithiki (ex- BYMS-2240, ex- YMS-240 ), Kalymnos (ex- BYMS-2033, ex- BYMS-33 ), Karteria (ex- BYMS-2065, ex- BYMS-65 ), Kassos (ex- BYMS-2074, ex- BYMS-74 ; extrait le 15 octobre 1944), Kefallinia (ex- BYMS-2171, ex- YMS-171 ), Kerkyra (ex- BYMS-2172, ex- YMS-172 ), Klio (ex- BYMS-2152, ex- BYMS-152 ), Kos (ex- BYMS-2191, ex- YMS-191 ; extrait le 15 octobre 1944), Lambadias (ex- BYMS-2182, ex- YMS-182 ), Lefkas (ex- BYMS-2068, ex- BYMS-68 ), Leros (ex- BYMS-2186, ex YMS-186 ), Paralos (ex- BYMS-2066, ex- BYMS-66 ), Patmos (ex- BYMS-2229, ex- YMS-229 ), Paxi (ex- BYMS-2056, ex- BYMS-56 ), Pigassos (ex- BYMS-2221, ex- YMS-221 ), Prokyon (ex- BYMS-2076, ex- BYMS-76 ), Salaminia (ex- BYMS-2067, ex- BYMS-67 ), Symi (ex- BYMS-2190, ex - YMS-190 ), Thalia (ex- BYMS-2252, ex- YMS-252 ), Vegas (ex- BYMS-2078, ex- BYMS-78 ) et Zakynthos (ex- BYMS-2209, ex- YMS-209 ),

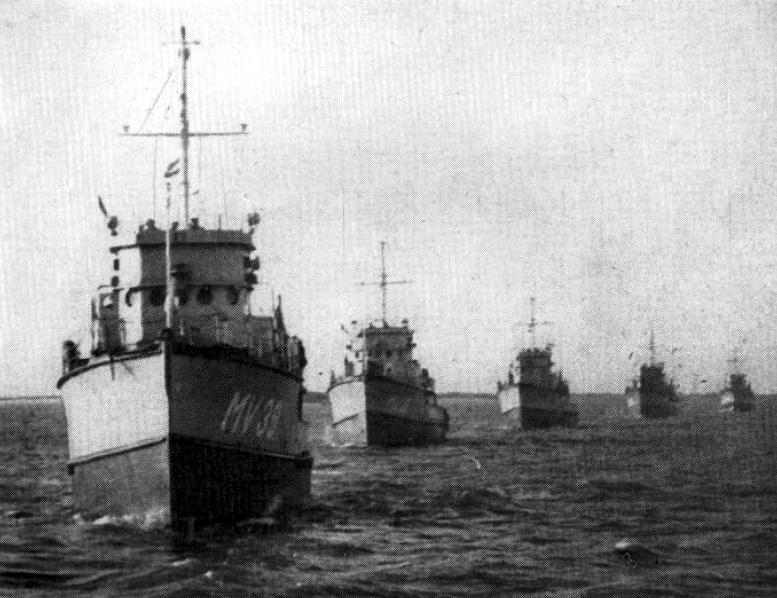
Dragueurs de mines néerlandais de classe BYMS en 1948, dirigés par Westerschelde.

Dix furent transférés à la Marine royale néerlandaise entre mars 1946 et avril 1947 : Borndiep (ex- BYMS-2210, ex- YMS-210 ), Deurloo (ex- BYMS-2254, ex- YMS-254 ), Hollandsch Diep (ex-YMS-254). BYMS-2050, ex- BYMS-50 ), Marsdiep (ex- BYMS-2038, ex- BYMS-38 ), Oosterschelde (ex- BYMS-2230, ex- YMS230 ), Texelstroom (ex- BYMS2156, ex -YMS-156 ), Vliestroom (ex- BYMS-2155, ex- YMS-155 ), Volkerak (ex-BYMS-2188 , ex- YMS-188"), Westerschelde (ex- BYMS-2046, ex- BYMS-46 ) et Zuiderdiep ( ex- BYMS-2048, ex BYMS-48 ).
Cinq furent achetés par la Finlande en 1948 dont quatre furent transférés à la marine finlandaise : Purunpää, Vahterpää, Tammenpää et Katanpää. Ceux-ci étaient auparavant désignés BYMS-2032, BYMS-2044, BYMS-2049 et BYMS-2047.
Le Dahlia / YMS 82  est lancé le 13 juin 1942. Transféré à la Marine nationale française le 5 octobre 1944. Comme tous les autres YMS, il porte un nom de fleur. Il a été renommé Dahlia avec le matricule D.325. 

## Calypso

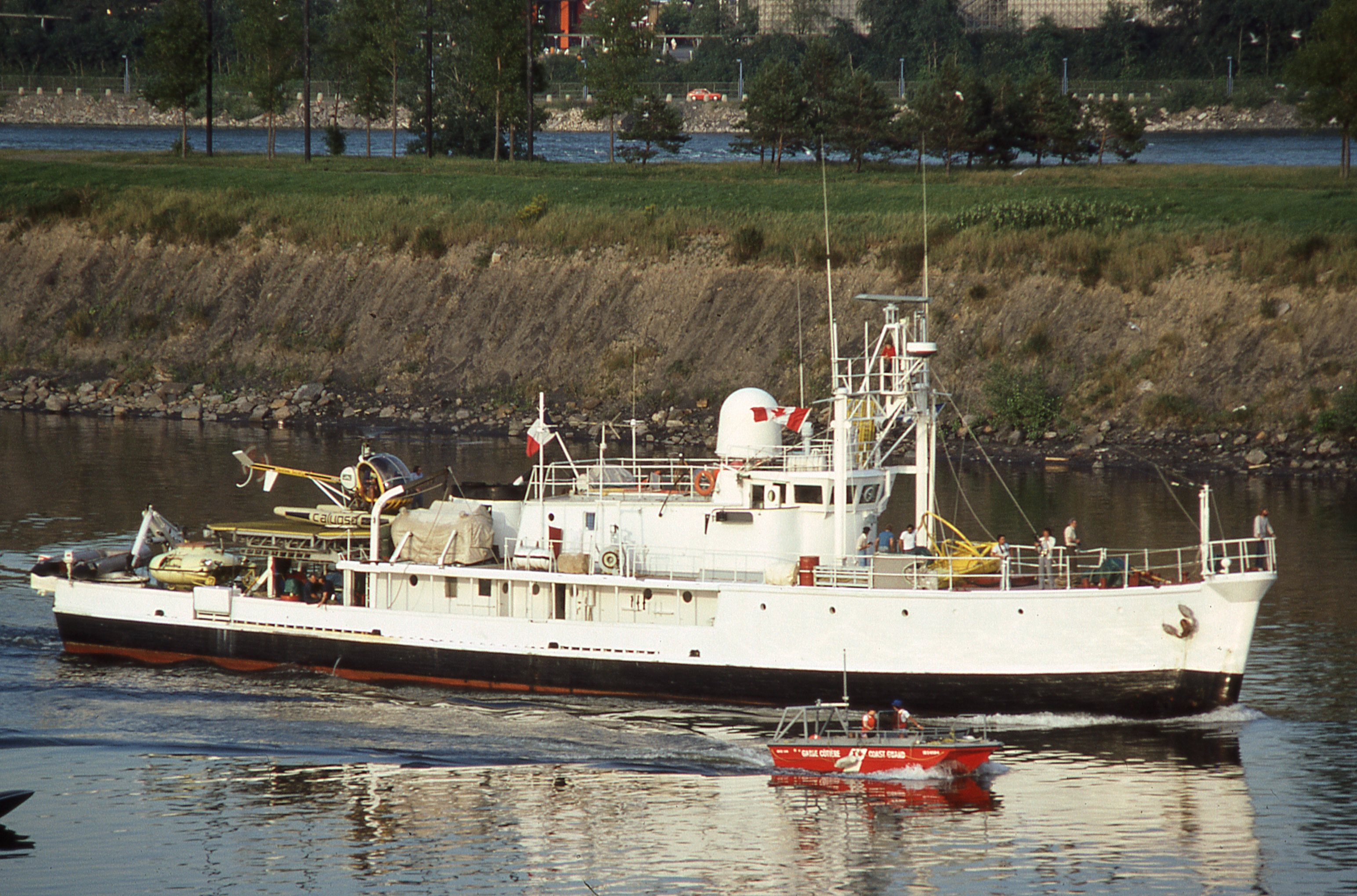
"Calypso" à Montreal en 1980

Le célèbre navire de recherche océanographique la Calypso de Jacques-Yves Cousteau a été construit à l'origine par la Ballard Marine Railway Company de Seattle, Washington, États-Unis. Il s'agissait d'un dragueur de mines à moteur de classe BYMS Mark 1, pose de la quille le 12 août 1941 sous la désignation de chantier BYMS-26 et lancé le 21 mars 1942. Il fut mis en service dans la Royal Navy en février 1943 sous le nom de HMS J-826 et affecté au service actif dans la mer Méditerranée, rebaptisé BYMS-2026 en 1944, désarmé à Malte et finalement rayé du registre naval en 1947. Le navire et son équipage parcoururent les mers et océans du globe du 24 novembre 1951 jusqu'en janvier 1996. Grâce à la télévision et aux livres, la Calypso devint un des emblèmes de l'exploration maritime et de l'écologie mondiale dans la seconde moitié du XXe siècle